# Myrtha Casanova
Myrtha Beatriz Casanova Mederos (La Habana, 30 de abril de 1936) es una filóloga, docente y empresaria española de origen cubano.

## Trayectoria
Se doctoró en Filología Inglesa y Francesa por la Universidad de La Habana. Se exilió de Cuba con la llegada de Fidel Castro y participó activamente en el movimiento de recuperación de la patria que fracasó en Bahía de Cochinos. Tras vivir y trabajar en Estados Unidos, se instaló en España en 1963. Ha cursado estudios de ingeniería industrial y administración de empresas en el IESE Business School. Padece dislexia, pero habla 5 idiomas.
Casanova es fundadora y presidenta del Instituto Europeo para la Gestión de la Diversidad, un organización no gubernamental fundada en 1996, con sede en Barcelona y con ámbito en la Unión Europea, que respalda y asesora empresas e instituciones (a nivel local y global) para desarrollar programas estratégicos que favorezcan la integración y optimización de las diversidades de sus clientes. El objetivo es crear un clima de apoyo que genere mejores resultados corporativos a través de la satisfacción y eficacia en el trabajo así como la conciliación de la vida profesional, familiar y personal, de todo su capital humano.
Es miembro de diferentes organizaciones entre las que destaca el Consejo Europeo de la Diversidad promovido por la fundación The Conference Board; el Summit de la Diversidad y acciones Trabajo/Familia del Reino Unido; y el Global Forum de Diversity Issues.
Fundó la multinacional Standhome Inc, empresa dedicada a la venta directa y de la que fue su directora general durante 16 años. También fue directora general de The Naibitt Group durante 10 años, grupo especialista en prospectiva y a análisis de escenarios.
Ha sido presidenta de la Red Europea de Mujeres para el Desarrollo de la Dirección (EWMD), miembro del Lobby Europeo de la Mujer y del Consejo de la Fundación Gorbachev. Es profesora de Gestión de la Diversidad en las escuelas de negocios ESADE y profesora durante 21 años de prospectiva para el mundo empresarial en el programa ODAME de Mujeres Empresarias.

## Reconocimientos
En 1996, Casanova fue nominada a “Una Mujer para Europa” por el comité británico del galardón. En 2007, recibió el premio Alares por innovación y, en 2009, fue distinguida con la Creu de Sant Jordi,una de las máximas distinciones  que otorga la Generalidad de Cataluña, por su trabajo en potenciar el papel profesional de la mujer. Esta distinción se otorga anualmente a aquellas personas y entidades sociales que «por sus méritos, hayan prestado servicios destacados a Cataluña en el plano cívico y cultural». Al año siguiente, en 2010, la International Association of Diversity and Inclusion ROI Professionals la nombró 'Diversity Legend'.
Casanova ha sido incluida en tres ediciones, 2013, 2014 y 2018, en la lista TOP 100 Mujeres de España de la revista Tendencias por su contribución al nuevo orden desde la sociedad, la economía, la ciencia, la educación y la política. En 2015, recibió el Premio a la Diversidad que otorga la Asociación de Empresarias y Profesionales de Valencia (EVAP/BPW Valencia), siendo también galardonadas en esa edición la periodista Rosa María Calaf, con el premio Integridad y la ejecutiva Helena Herrero, con el Premio Profesionalidad.
La asociación OSADAME le ha condecorado por los 20 años dedicados a ayudar a 6.000 mujeres a crear sus empresas.
Casanova ha sido incluida además en la lista de expertos en previsión e innovación de Marquis Who's Who, una editorial estadounidense que publica una serie de directorios que contienen biografías breves.

## Obra
- 2021 - El poder de la diferencia. La diversidad como valor estratégico de la empresa. ISBN 9788418757044.[10][11]